# Sameakki (Stoeng Treng)
 (août 2019).
Sameakki est une commune du district de Stoeng Treng dans la province de Stoeng Treng au Cambodge. En 2008 sa population était de 6 039 habitants.
Elle est située au nord du pays à la frontière avec le Laos au bord du Mékong.